# Nassarius vibex
Nassarius vibex är en snäckart som först beskrevs av Thomas Say 1822.  Nassarius vibex ingår i släktet nätsnäckor, och familjen Nassariidae. Inga underarter finns listade i Catalogue of Life.